# Иосиф (Цвийович)
Митрополи́т Ио́сиф (в миру Йосиф Цвийович, серб. Јосиф Цвијовић; 28 августа 1878, село Дрежник, Княжество Сербия — 3 июля 1957, Белград) — епископ Сербской православной церкви, митрополит Скопский.

## Биография
Родился 28 августа 1878 года в селе Дрежник в семье Крсты и Елисаветы Цвийович. Окончил основную школу в Пожеге и шестиразрядную гимназию в Ужице. Затем окончил православную духовную семинарию в Белграде.
Женился и 15 сентября 1903 года был рукоположён в сан диакона, а 1 октября 1903 года — в сан священника. Служил священником на маковишском и затем — драгоевачском приходе.
21 ноября 1905 года овдовел. Уехал учиться в Россию, где в 1912 году окончил Киевскую духовную академию со степенью кандидата богословия за сочинение «Улога српског свештенства у ослобађању свога народа».
По возвращении из Киева некоторое время преподавал в Белградской духовной семинарии и руководил монашеской школой в монастыре Раковица.
15 сентября 1913 года в монастыре Раковица был пострижен в монашество.
Был участником Балканских войн и Первой мировой войны, где служил военным священником в четническом отряде воеводы Вука.
Был послан в дипломатическую миссию в Бизерту, затем в Россию, а с 1917 года трудился в Оксфорде вместе с иеромонахом Николаем (Велимировичем).
По окончании войны назначен ректором Призренской духовной семинарии, и прибывая в этой должности, 19 декабря 1920 года был избран епископом Битольским.
В 1922 году основал в Битоле духовную семинарию святого Иоанна Богослова, где преподавали Иоанн (Максимович), Киприан (Керн) и Иустин (Попович).
В 1930—1931 годы вместе с иеромонахом Иустином (Поповичем) был послан в Прикарпатскую Русь, которая тогда входила в состав Чехословакии. Их задачей было духовное окормление православных верующих, вернувшихся в православие из унии, а также содействие тем, кто собирался это сделать.
В 1931 году Охридская епархия была объединена с Битольской, при этом кафедрой стал город Битоль. Эту укрупнённую епархию возглавил епископ Николай (Велимирович), ранее бывший епископом Охридским.
В конце 1931 года Иосиф был избран митрополитом Скопским. Настолован 1 января 1932 года.
В Скопье начал издание журнала «Хришћанско дело». Основал в Скопье церковный музей Южной Сербии при содействии Радослава Груича, а также первую галерею фресок в тогдашней Сербии. По его совету, а также по благословению Патриарха Варнавы благотворительница Перса Миленкович решила возродить монастырь Введения в Белграде. В своём родном селе Дрежник митрополит Иосиф построил школу и церковь.
После вторжения Германии и ее союзников в Югославию 5 мая 1941 года был изгнан из Скопье болгарами. Прибыл в Белград, когда были уже арестованы Патриарх Сербский Гавриил и епископ Жичский Николай. Вокруг митрополита Иосифа собрались епископ Нишский Иоанн (Илич), епископ Шабацкий Симеон (Станкович), епископ Браничевский Вениамин (Таушанович), епископ Зворничско-Тузланский Нектарий (Круль), а также викарии Арсений (Брадваревич) и Валериан (Стефанович), составившие Священный Синод. Являлся председателем Синода до возвращения Патриарха Гавриила.
Во время войны он организовал отряд Сербской православной церкви, который сотрудничал с Комиссариатом по беженцам Томы Максимовича. После Второй мировой войны Сербская Православная Церковь потеряла имущество и доходы, и митрополит Иосиф основал в 1946 году завод по изготовлению свечей в здании Патриархии.
В ноябре 1946 года руководство Сербской православной церковью принял Патриарх Гавриил, который смог получить разрешение у новых властей вернуться из-за границы в Белград. Митрополитом Иосифом и его соратниками был подготовлен доклад "Извештај Светог Архијерејског Синода Светом Архијерејском Сабору СПЦ о раду од 1941. до 1947. године" объёмом около 500 страниц машинописного текста с описанием тяжёлого положения Сербской православной церкви во время Второй мировой войны.
С апреля 1945 года по ноябрь 1946 года был администратором Черногорско-Приморской митрополии.
После окончания войны новая власть не позволила ему вернуться в Скопье и управлять там его епархией.  Тогда митрополит Иосиф послелился во Вране и управлял частью своей епархии, находившейся в пределах враньских. Затем митрополит Иосиф был изгнан и оттуда.
Во второй половине 1950 года был арестован без суда и некоторое время находился в тюрьме, позже был под домашним арестом в Монастыре Жича.

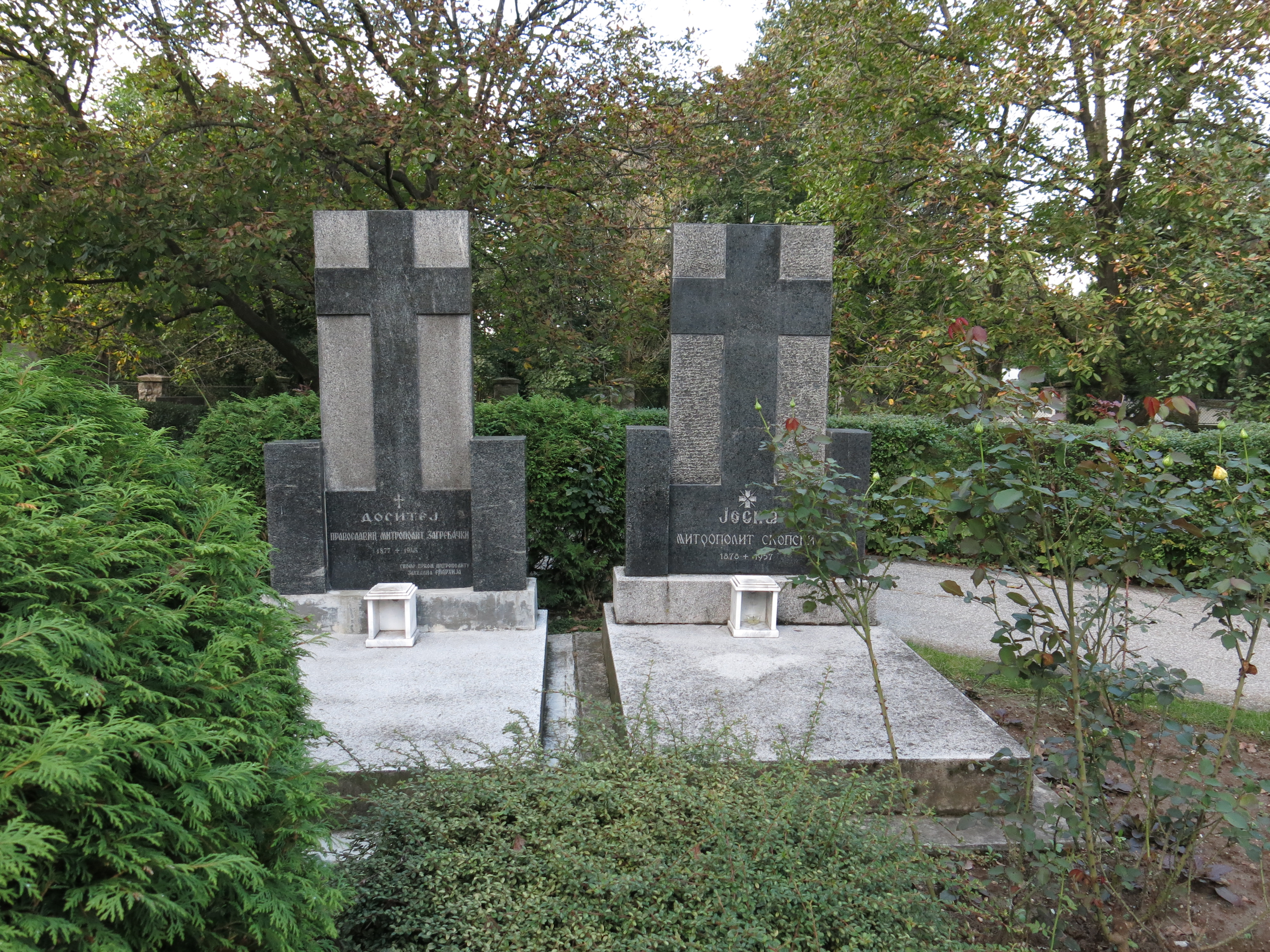
Могилы епископов Иосифа и Досифея (Васича) во Введенском монастыре

После освобождения почти 18 месяцев являлся администратором Жичской епархии, правящий епископ которой, Николай (Велимирович), находился в эмиграции.
После ухудшения состояния здоровья поселился во Введенском монастыре в Белграде, где и скончался 3 июля 1957 года.